# Скоперчак
Скоперчак — струмок  в Україні, у  Долинському районі Івано-Франківської області, лівий доплив Мизунки (басейн Дністра).

## Опис
Довжина річки приблизно 4,5 км. Формується з багатьох безіменних струмків. 

## Розташування
Бере  початок у підніжжя вершини Чирак в урочищі Колавище на південному сході від села Нижня Рожанка. Тече переважно на південний схід і на північному сході від села Сенечів впадає у річку Мизунку, ліву притоку Свічі.